# Fort Amsterdam (Ghana)

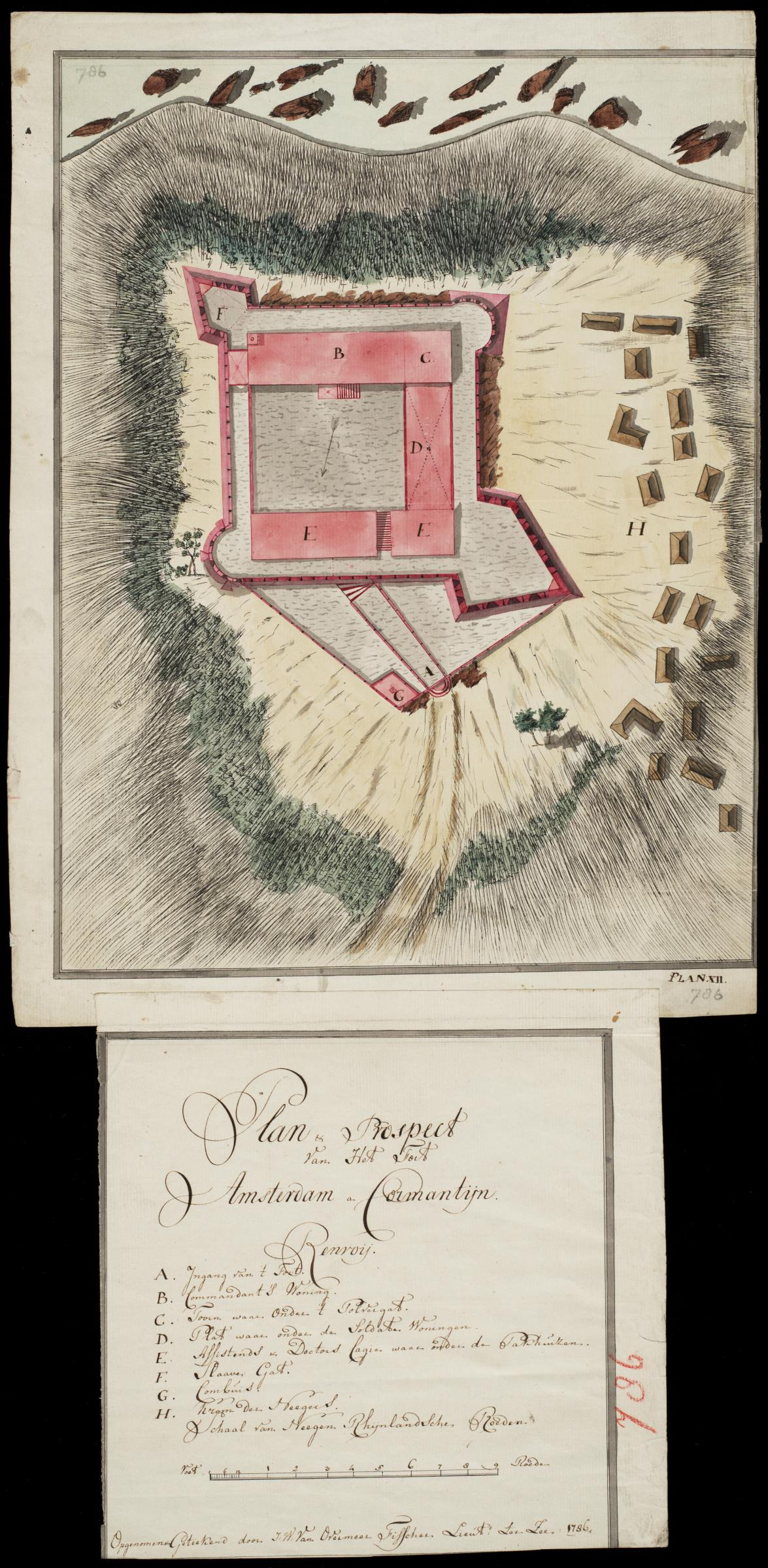
Plattegrond voor Fort Amsterdam te Cormantijn A. Ingang van het fort. / B. Commandantswoning. / C. Toren waaronder het polvergat (kruitkamer). / D. Plat waaronder de soldatenwoningen. / E. Assistents- & dokterslogement waaronder de pakhuizen. / F. Slavengat. / G. Combuis. / H. Krom (dorp) der negers.

Fort Amsterdam (Engels: Fort Cormantine) was een Engels en Nederlands fort gelegen aan de Goudkust in Ghana. In 1598 hadden Nederlandse handelaren hier al een factorij gehad, die ze na enkele jaren weer verlieten.
In 1631 hadden de Britten het fort Cormantine gesticht voor de handel met inheemse volkeren. De naam kwam van het dorp Kormantse, in de nabijheid. In 1665 is het fort onder bevel van admiraal Michiel de Ruyter veroverd ter compensatie van Nederlandse forten die een jaar eerder door de Engelsen waren ingenomen. Zo kwam het in handen van de WIC die het herdoopte in fort Amsterdam.
Aanvankelijk was goud het doel van de handelspost geweest. Dat werd geruild tegen drank, tabak en geweren. Later was de slavenhandel het oogmerk. De "Kormantijnen", zoals ze werden genoemd, werden gekocht van de Ashanti, vervolgens ingesloten in het fort en ten slotte verscheept naar Jamaica en Suriname. Zo vonden tussen de 10 en de 20 miljoen Afrikanen hun weg naar Amerika.
In 1782 werd het fort weer Brits, waarna de Nederlanders het in 1785 wel weer heroverden. In 1811 kwam er een Afrikaans leger uit Anomabu dat de Nederlanders verjoeg en het fort vernietigde.
De ruïne van het 17e-eeuwse fort maakt deel uit van het werelderfgoed Forten en kastelen, Volta, Groot-Accra en de centrale en westelijke regio's. Een plaquette met het wapen van Amsterdam en dat van Ghana getuigt van de restauratie in de jaren 1970–1972 die mogelijk werd gemaakt door giften uit Nederland ter herinnering aan de oude banden tussen Ghana en Nederland.

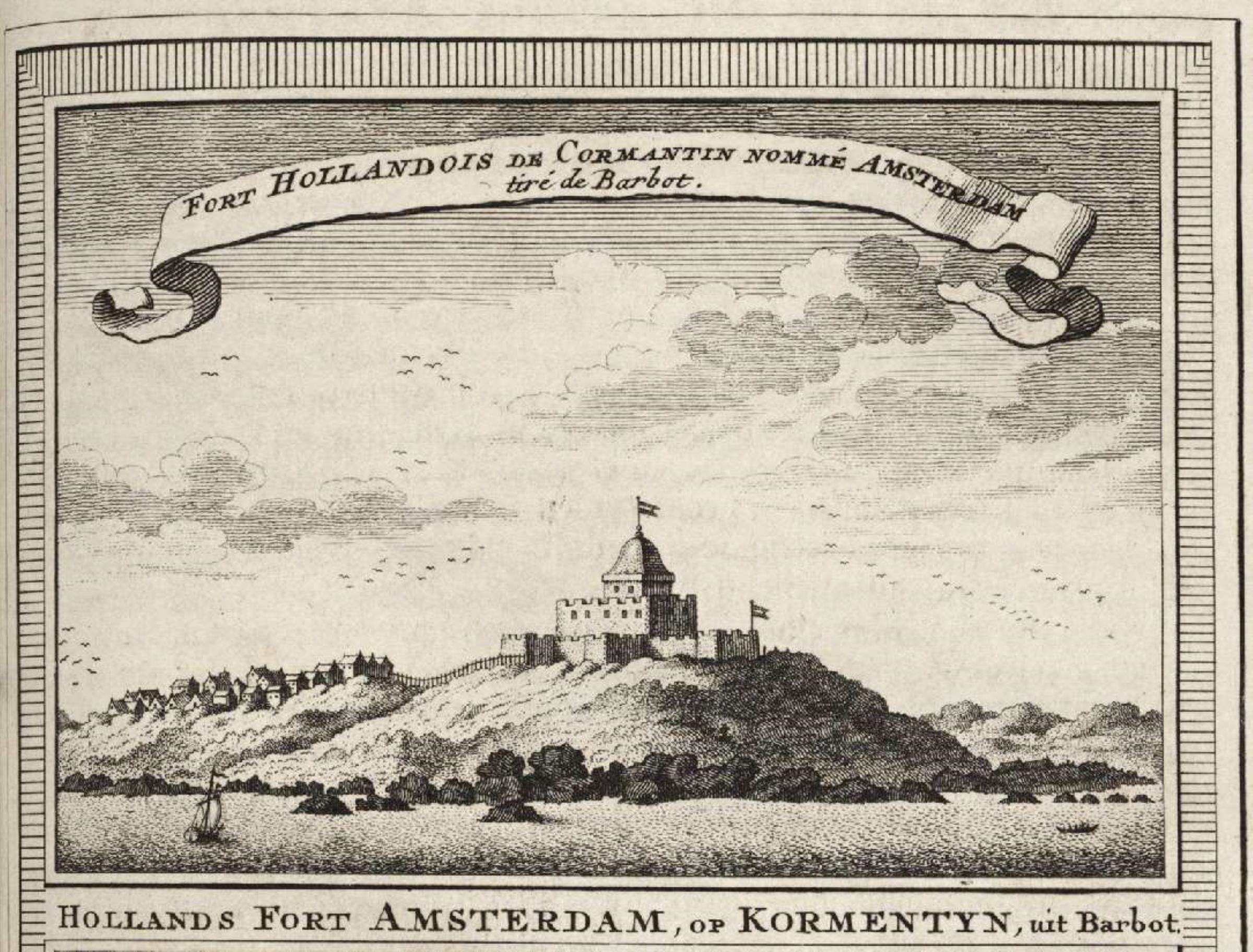
Fort Amsterdam, gravure 1747
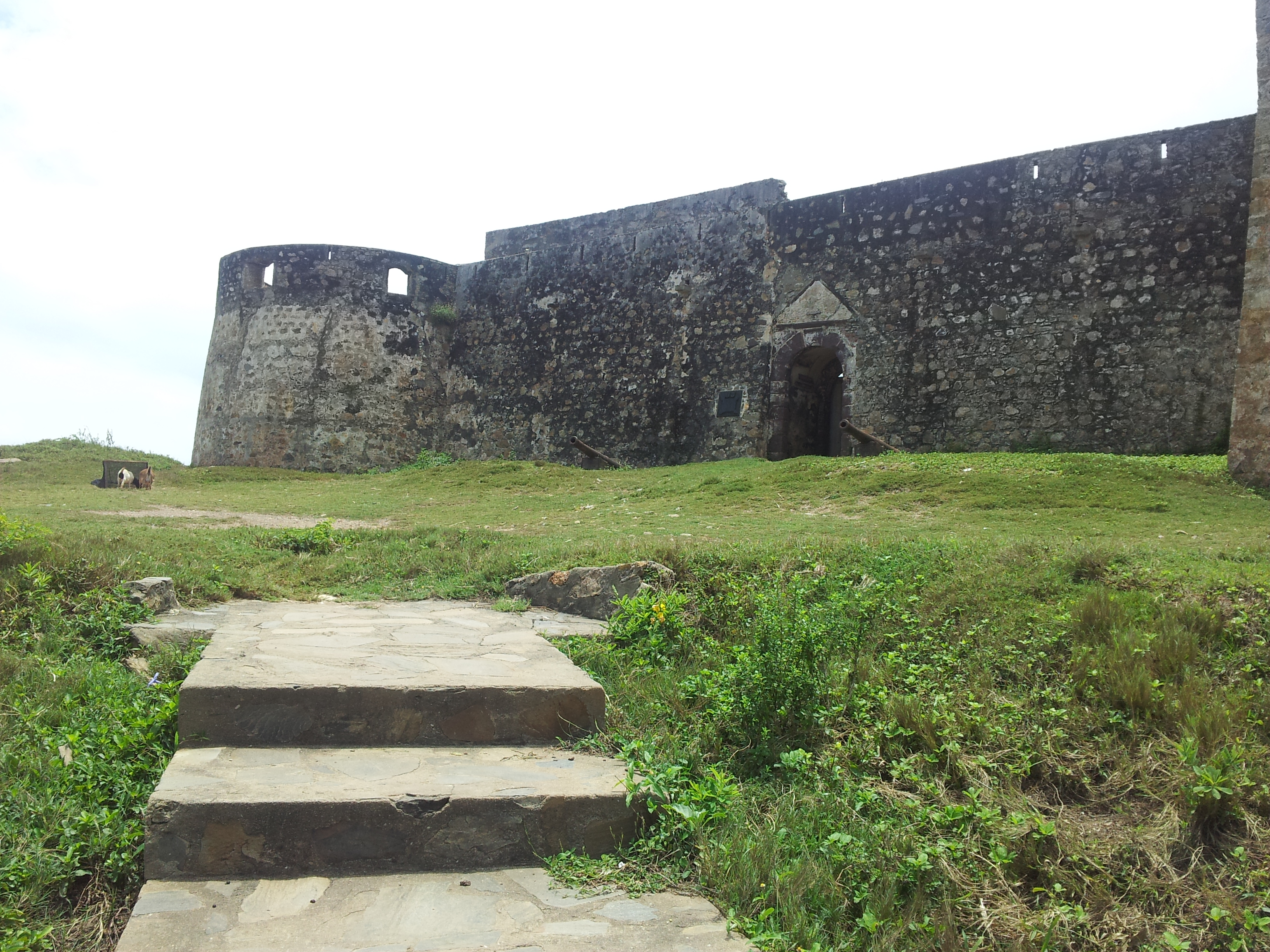
ingang Fort Amsterdam
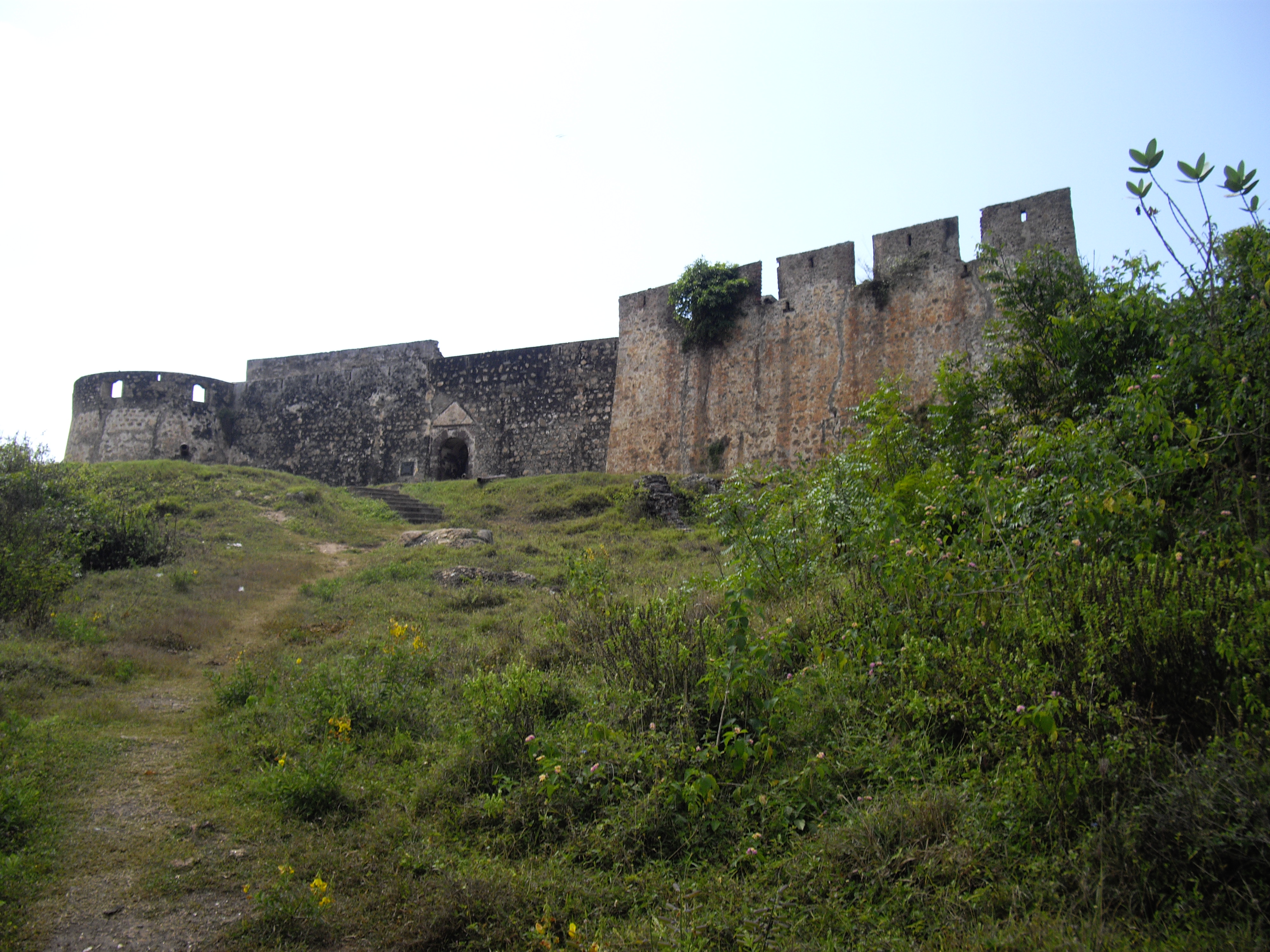
voorzijde Fort Amsterdam
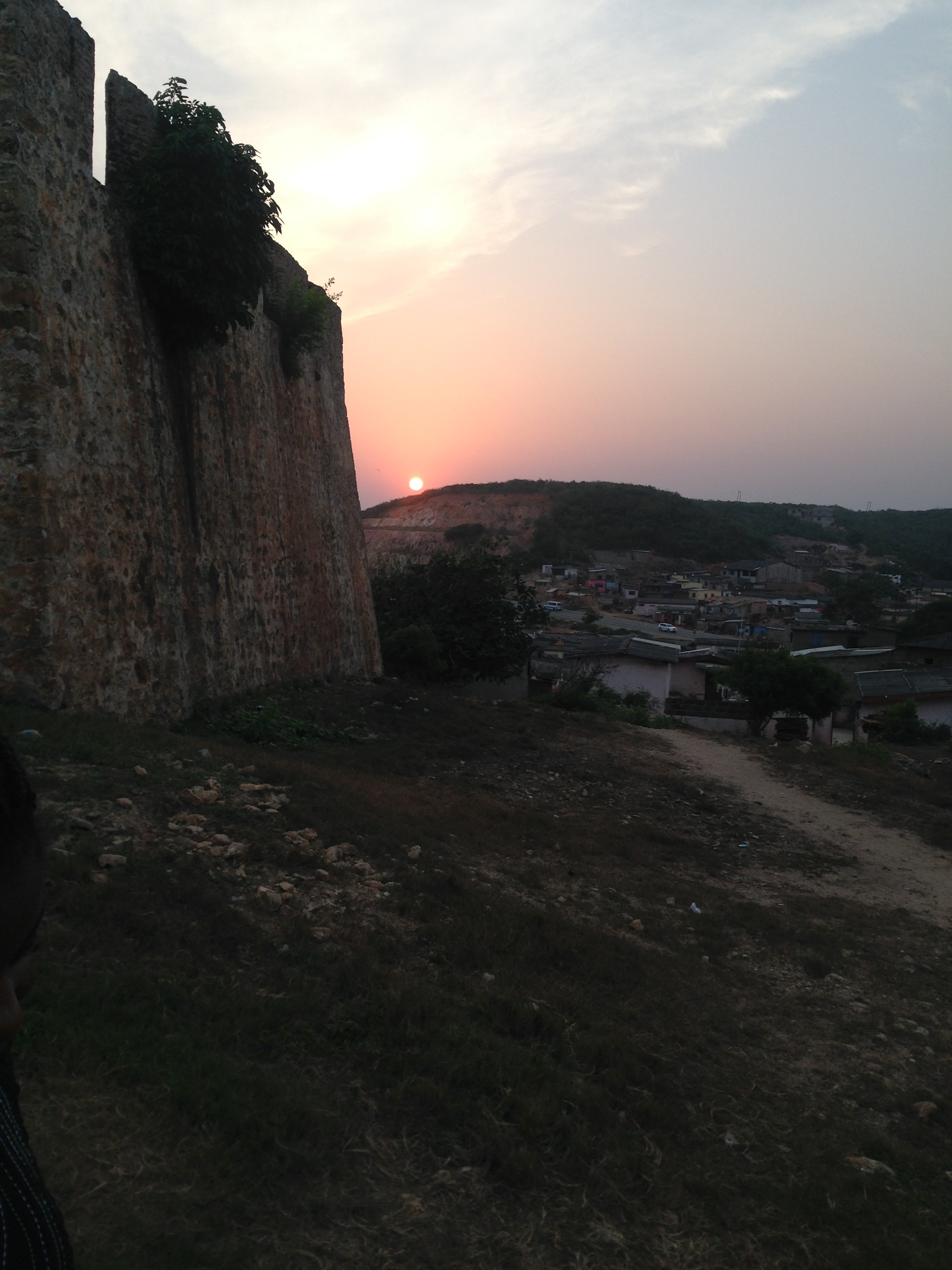
zonsondergang bij Fort Amsterdam
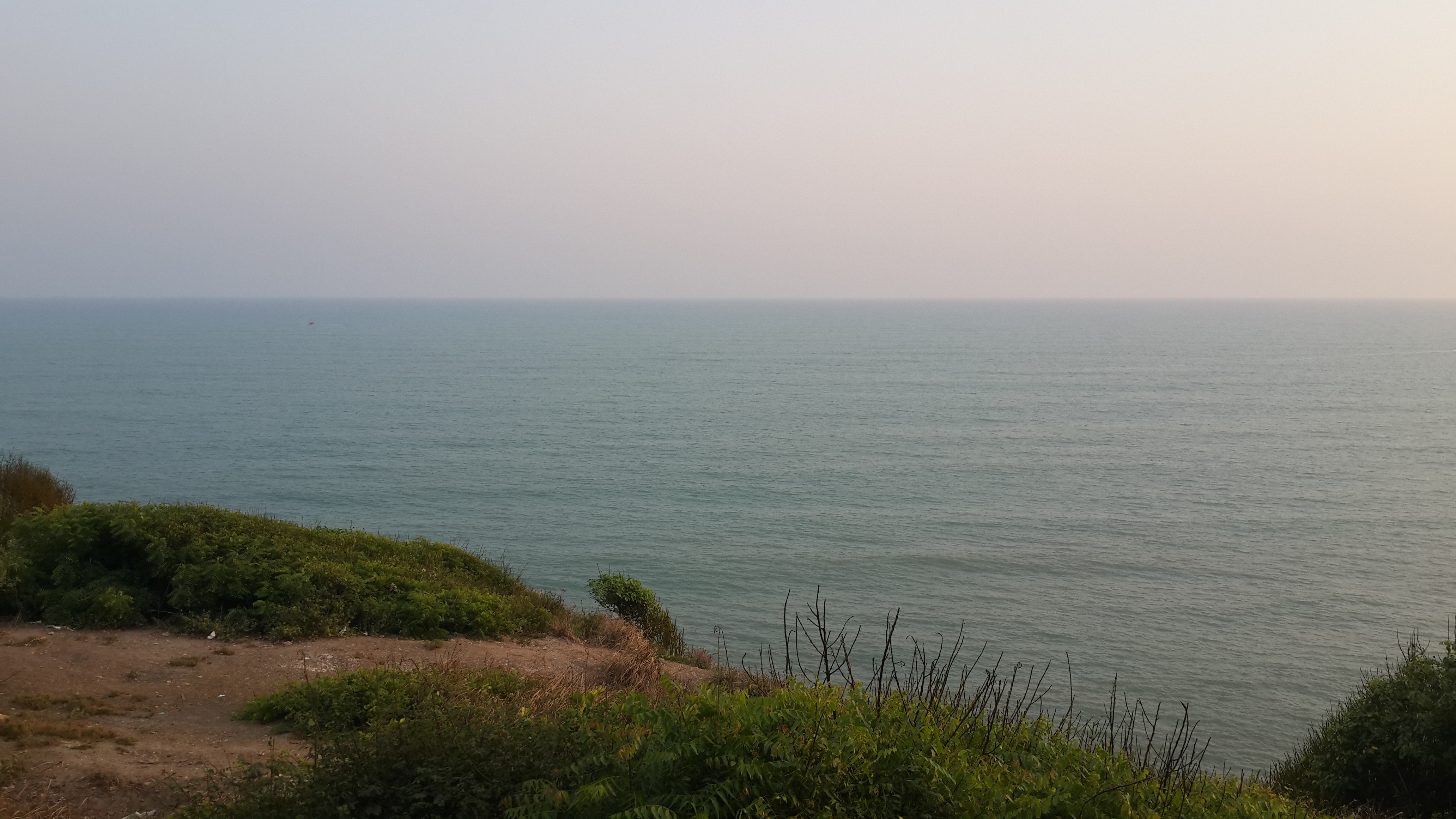
uitzicht op de rede van Cormantijn
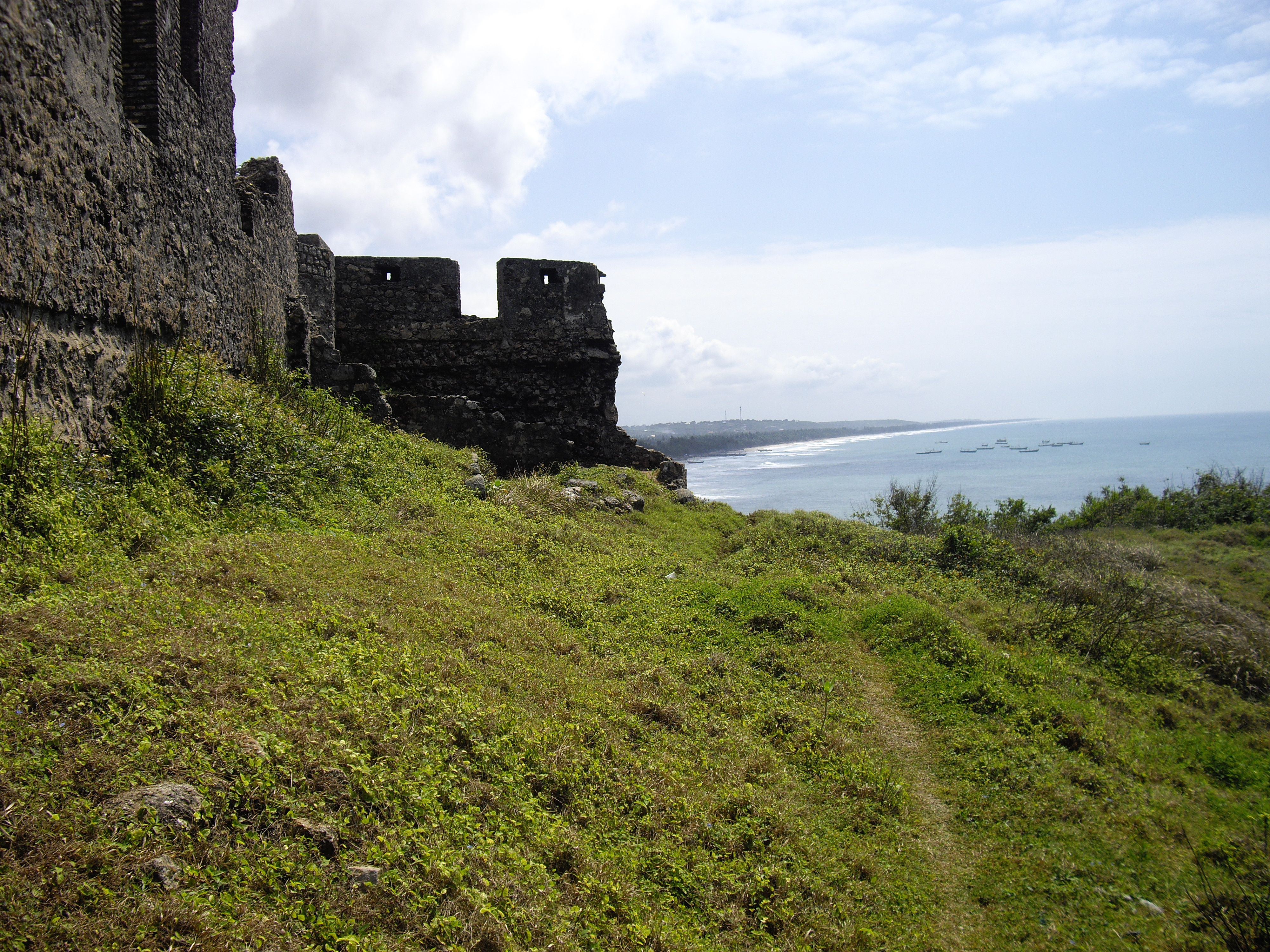
zuidzijde Fort Amsterdam, 2011
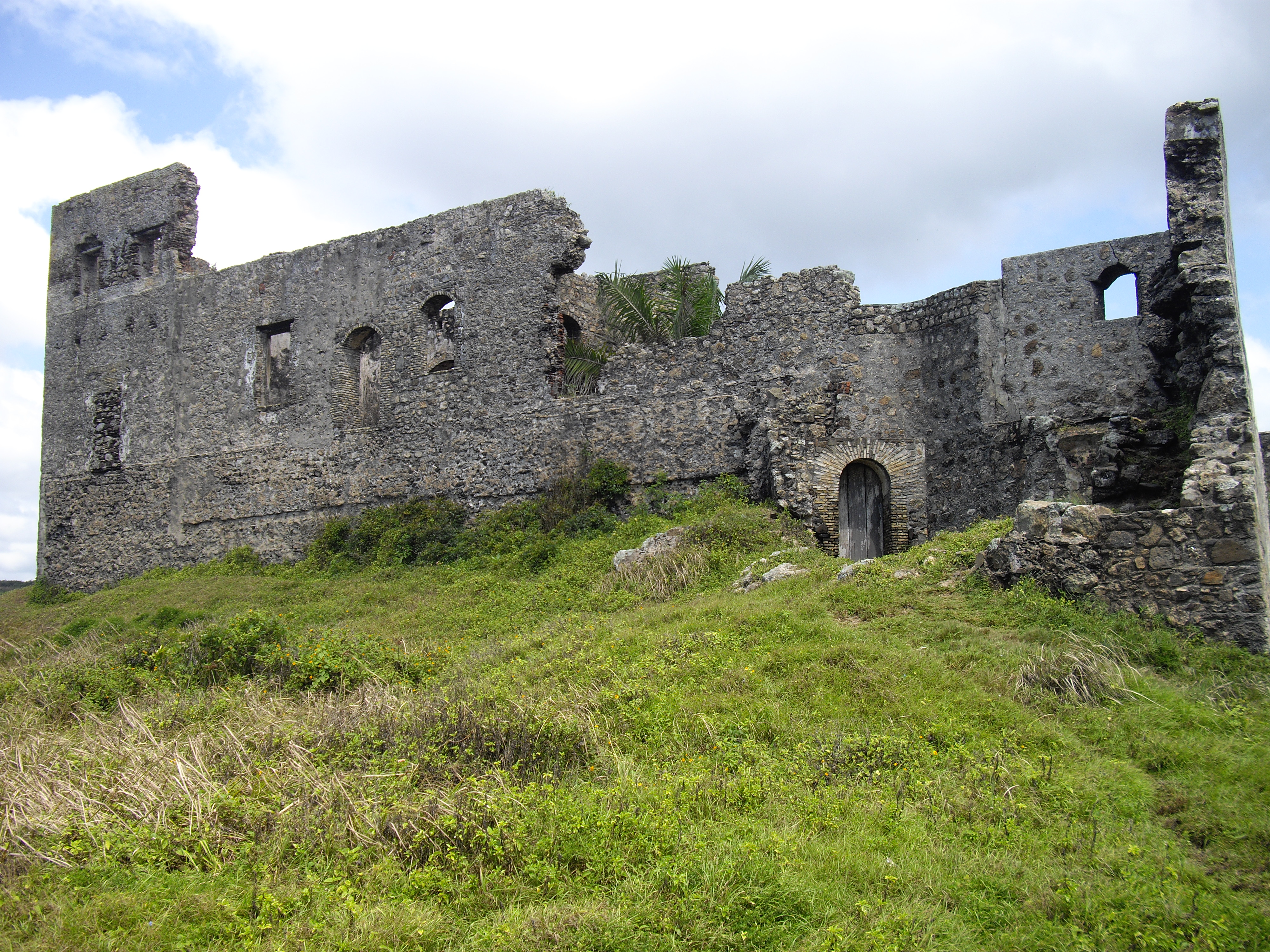
zuidzijde Fort Amsterdam, 2011, met toren waaronder kruitkamer, commandantswoning, poortje naar het ervoor liggende vrijwel verdwenen 'slavengat'; de weergang is geheel verdwenen
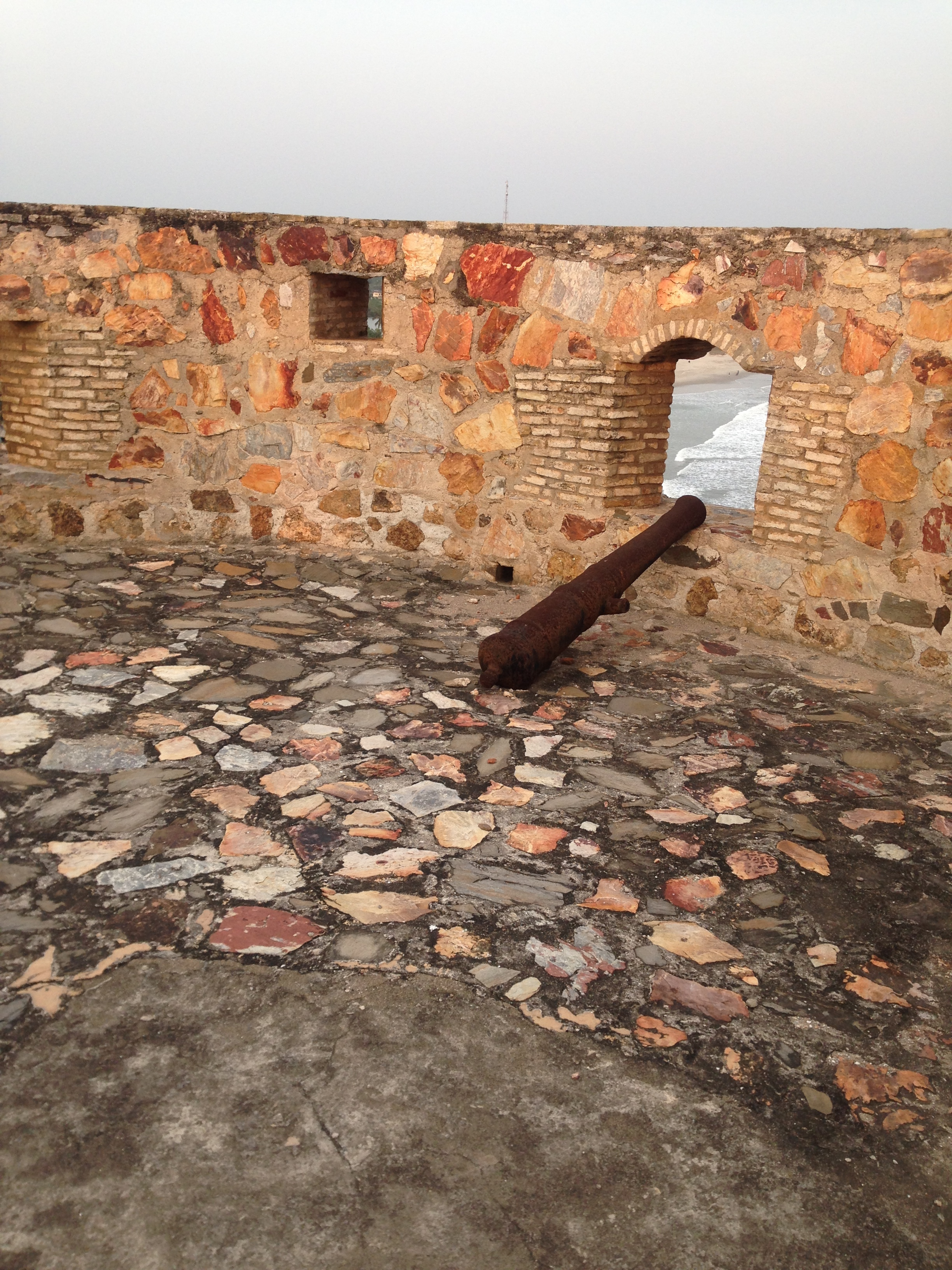
kanon in Fort Amsterdam
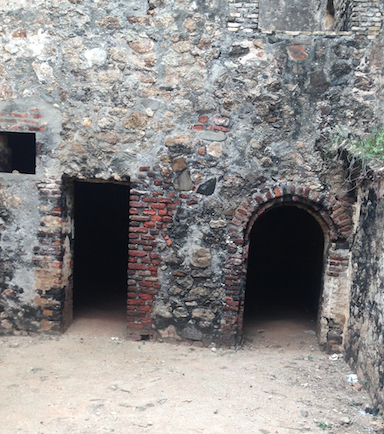
ruimte onder commandantswoning, met ingangen kruitkamer (of slavenkerker?) in Fort Amsterdam
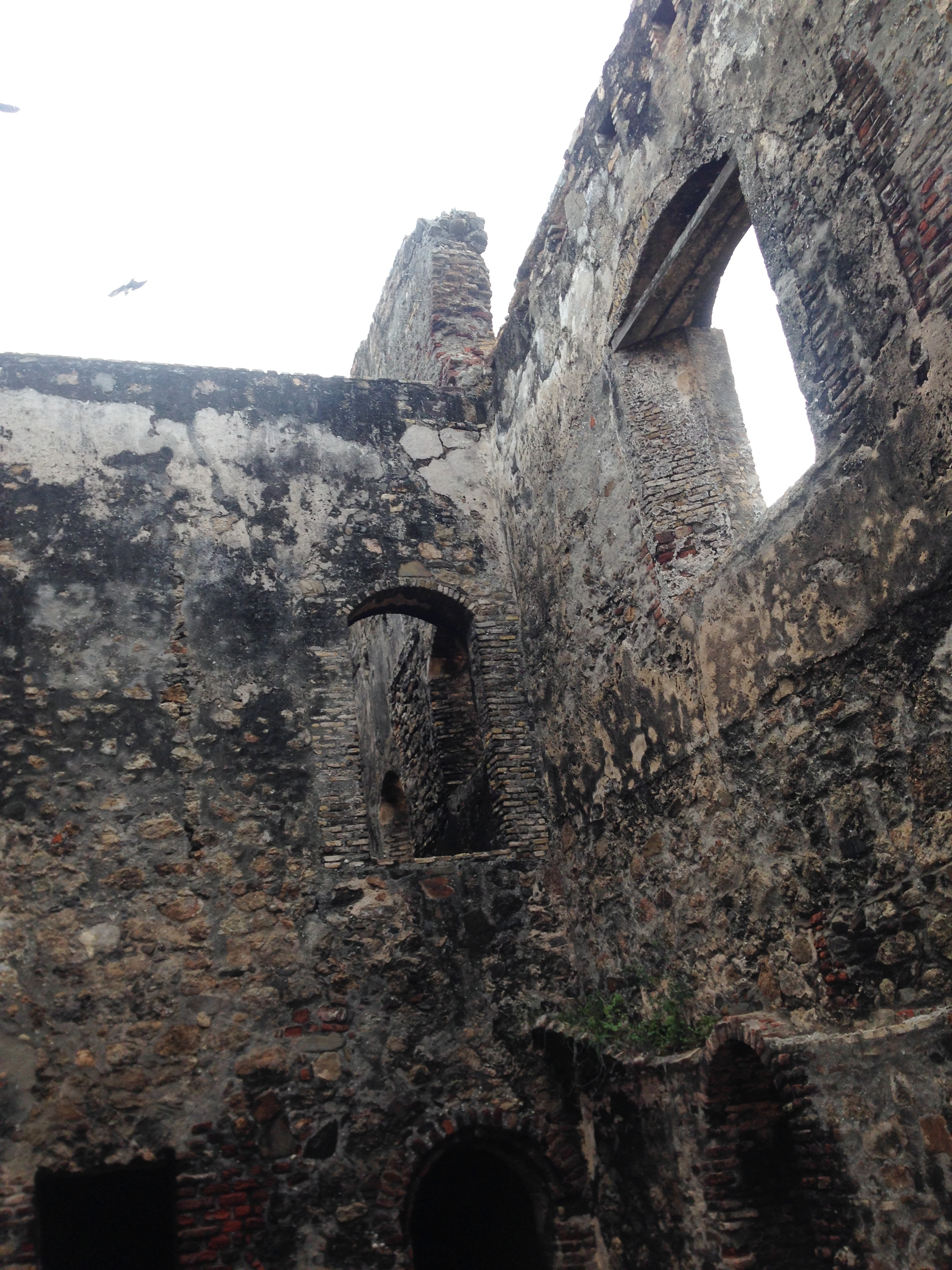
ruimte onder commandantswoning Fort Amsterdam